# Idrís al-Àsghar
Idrís al-Àzhar ibn Idrís ibn Abd-Al·lah al-Kàmil (àrab: إدريس الأزهر بن إدريس بن عبد الله الكامل, Idrīs al-Azhar b. Idrīs b. ʿAbd Allāh al-Kāmil), més conegut simplement com a Idrís al-Àzhar o, també, com a Idrís al-Àsghar (àrab: إدريس الأصغر, Idrīs al-Aṣḡar, ‘Idrís el Petit’) o com a Idrís II (Volúbilis, agost o octubre de 791 - Fes, setembre de 828), fou el segon sobirà de la dinastia idríssida del Magrib. Va regnar vint-i-cinc anys efectius (803-828), després d'onze anys sota regència (791-803).
A la mort del seu pare Idrís I (entre maig i juliol del 791) va deixar en estat de set mesos a la seva concubina Kanza, de la tribu Nefza. Poc després (vers agost del 791) va néixer a Volubilis Idrís, el futur Idrís II. Per distingir-lo del seu pare aquest va rebre el làqab pòstum d'al-Àkbar i el nounat el d'al-Àsghar. El regent Raixid havia convençut els caps amazics d'esperar el naixement del fill, per proclamar-lo imam si era mascle i en donar-se aquesta condició fou reconegut imam.
Raixid fou tutor i regent del jove príncep. El 802 es va produir la revolta de Bahlul ibn Abd al-Wahid dels matghara instigada pel governador Ibrahim ibn al-Àghlab. El rebel va assassinar Raixid i la regència va passar a Abu Khalid Yazid ibn Ilyas que al començament del 803 va declarar la majoria d'edat del seu pupil quan només tenia 11 anys. La proclamació es va fer a Volubilis. El noi es va saber reconciliar amb Ibrahim ibn al-Aghlab.
El 805 van arribar a Volubilis grups de partidaris àrabs dels idríssides que venien de l'Àndalus i d'Ifríqiya i va ser evident que la ciutat era molt petita per acollir a tothom i va decidir fundar una nova capital. El 806/807 va fer alguns intents desafortunats. El 808 va fer executar al cap dels awraba Ishaq ibn Muhàmmad ibn Abd-al-Hamid, acusar de tenir relacions amb els aglàbides, va fer jurar fidelitat a les tribus per segona vegada. A final d'any es va instal·lar a la riba dreta del uadi Fas (Fes) regió habitada per amazics zanates, tribu dels Bani Izghaten, on el seu pare havia fundat un campament militar (que portava el nom de Garwawa) i va refundar l'establiment construint unes muralles; el 809 es va establir a la riba esquerra comprant els terrenys als Banu l-Khayr una fracció dels zawagha a un lloc que s'anomenava al-Makarmada i va fundar un barri que va portar el nom d'Údwat al-Qarawiyyín.
El 812 va fer una expedició contra els masmudes de l'alt Atles i es va apoderar de Neffis; va fer una segona expedició contra els nefzes del territori de Tlemcen (Agadir), i en aquesta ciutat hi va passar un temps i va construir una mesquita. El 815 va confiar el govern d'Agadir i la seva regió al seu cosí Muhàmmad ibn Sulayman ibn Abd-Al·lah i va retornar a Fes. El 818 es va produir una emigració de cordovesos coneguts com a rabadiyya (habitants dels barris exteriors) expulsats per al-Hàkam I, i Idrís els va permetre establir-se al barri de la riba dreta del Fes que fins aleshores estava habitat per amazics, i després fou conegut com a Údwat al-Àndalus.
Va lluitar sovint contra els Barghawata i contra algunes tribus amazigues kharigites i paganes. Va morir d'accident a Fes o a Volubilis el setembre del 828 a l'edat de 38 anys. Fou enterrat a Volubilis, amb el seu pare, però el 1437/1438 el seu cos fou traslladat a Fes. El va succeir el seu fill Muhàmmad ibn Idrís, però va deixar altres onze fills: Àhmad, Ubayd-Al·lah, Issa, Idrís, Jàfar, Hamza, Yahya, Abd-Al·lah, al-Qàssim, Dàwud i Úmar.